# Günter Hoffmann (Schauspieler)

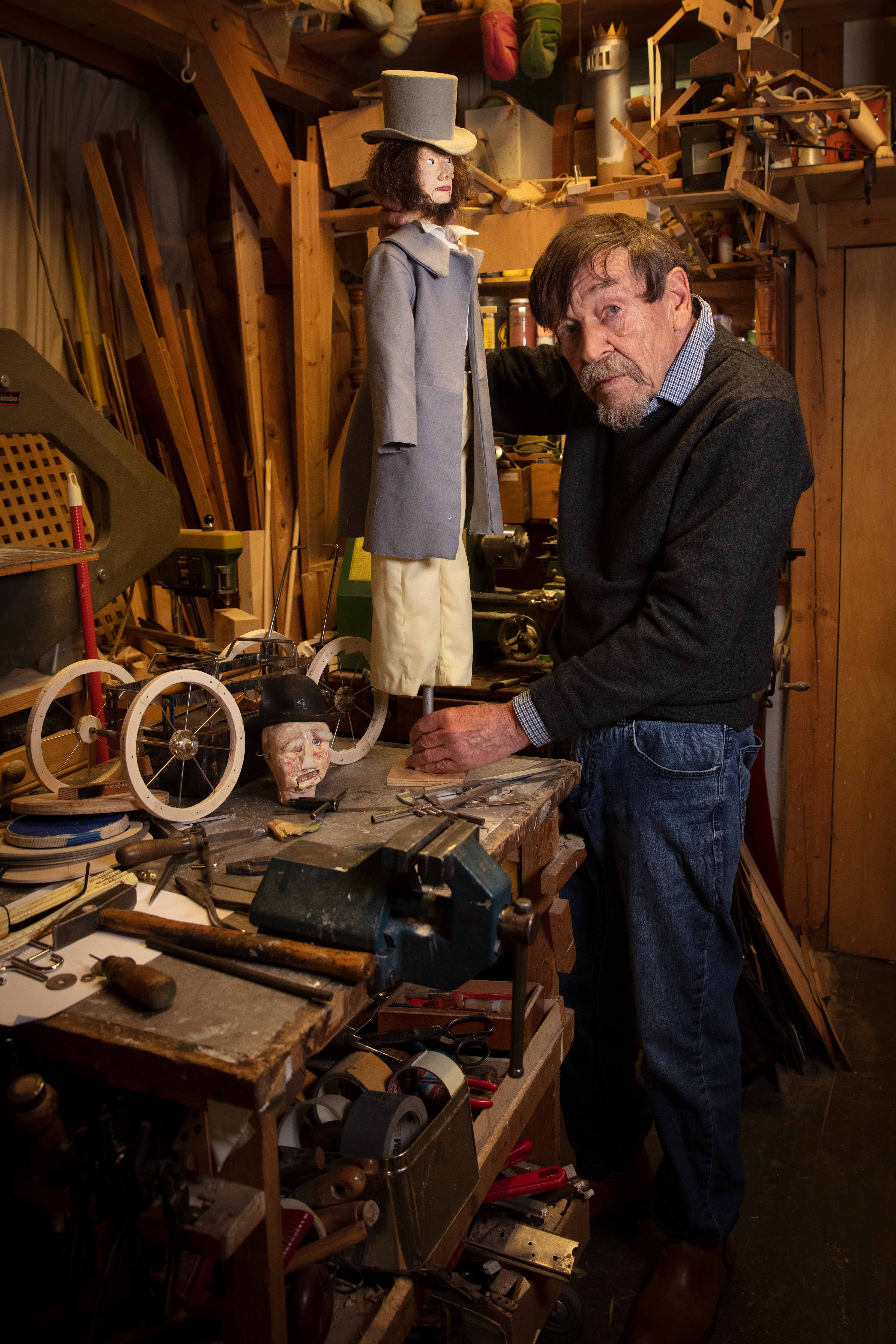
Günter Hoffmann in seiner Werkstatt 2023

Günter Hoffmann, auch Günther Hoffmann (* 28. August 1944 in Bad Landeck, Provinz Niederschlesien), ist ein deutscher Schauspieler und Tonassistent.

## Leben
Günter Hoffmann wuchs bei seiner Mutter in einer Wohnlaube in der Kleingartenkolonie „Morgentau“ in Berlin-Britz auf. 1958 entdeckte ihn der Regisseur Robert A. Stemmle während einer Laienspielvorführung an der Fritz-Karsen-Schule für seinen Film Majestät auf Abwegen. Darin spielte Hoffmann an der Seite der Kinderdarsteller Michael Ande und Oliver Grimm einen Hotelpagen. Um ihn von den beiden abzuheben, ließ man sein dunkles Haar blond färben.
Ein Jahr später feierte Hoffmann als Sigi Bernhard in dem Oscar-nominierten Antikriegs-Drama Die Brücke seinen größten Erfolg als Schauspieler. In dem Filmklassiker verkörperte er einen der sieben Schüler, die kurz vor dem Kriegsende verheizt werden.
Die Rolle des Georg in Hela Gerbers Inszenierung von Gina Falckenbergs Familienstück Ein Frühlingstag im Herbst 1960 blieb Hoffmanns einzige Erfahrung im Theaterfach. Er strebte im Erwachsenenalter keine Schauspielerkarriere an, studierte stattdessen nach der Schule ab 1965 Publizistik und Kunstgeschichte an der Freien Universität Berlin.
Seit 1968 arbeitete Hoffmann vorwiegend für das ZDF als Ton-Assistent für Fernsehfilme und später für Serien wie Kara Ben Nemsi Effendi (1972–74), Das doppelte Pensum (1984), Detektivbüro Roth (1984–86), Hotel Paradies (1989), Einsatz für Lohbeck (1994–95) und Balko (1994–2003). Immer wieder wurde er zusätzlich als Nebendarsteller eingesetzt.
Vereinzelt arbeitete Hoffmann als Synchronsprecher. So lieh er Vladimir Pucholt in Peter Lilienthals Film Malatesta (1970) seine Stimme. Bei Steiner – Das Eiserne Kreuz, 2. Teil (1979) war er Aufnahmeleiter.
Seit den 1980er Jahren baut Günter Hoffmann in einem zum Künstleratelier umgestalteten ehemaligen Ladengeschäft in Berlin-Schöneberg Marionettenpuppen und Miniaturwelten. Sie erzählen die „Schlacht von Düttelwitz“ oder bilden Stoff für das Programm „Radio Freies Gülze“ auf einem eigenen YouTube-Kanal.
Am 25. April 2005 war er mit weiteren Schauspielern des Films Die Brücke Gast bei Beckmanns Talkshow im Ersten.

## Filmographie

### Schauspiel (Auswahl)
- 1958: Majestät auf Abwegen
- 1959: Die Brücke
- 1969: Der Kidnapper
- 1970: Dr. Hoffmann (Kurzfilm)
- 1972: Tatort: Rattennest
- 1973: Die Rebellen haben sich in den Bergen versteckt (Kurzspielfilm)
- 1981: Der König und sein Narr
- 2006: Tatort: Feuerkämpfer

### Ton (Auswahl)
- 1971: Eine Prämie für Irene (Kurzspielfilm) – Ton
- 1971: Viola und Sebastian – Ton
- 1973: Ich dachte, ich wäre tot – Ton
- 1981: Alles im Eimer – Tonassistenz
- 1988: Die Senkrechtstarter – Tonassistenz